# Möhringen (Stuttgart)
Koordinaten: 48° 44′ N, 9° 9′ O

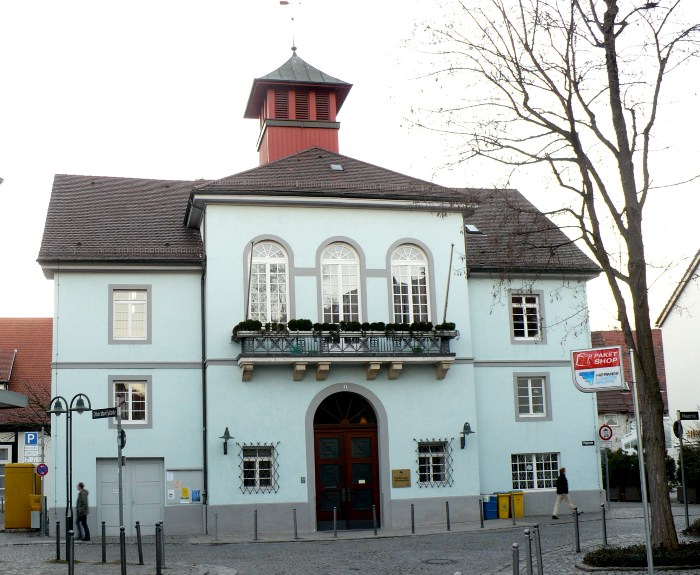
Rathaus Möhringen

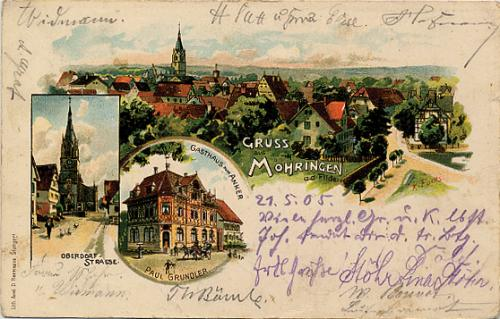
Möhringen um 1905

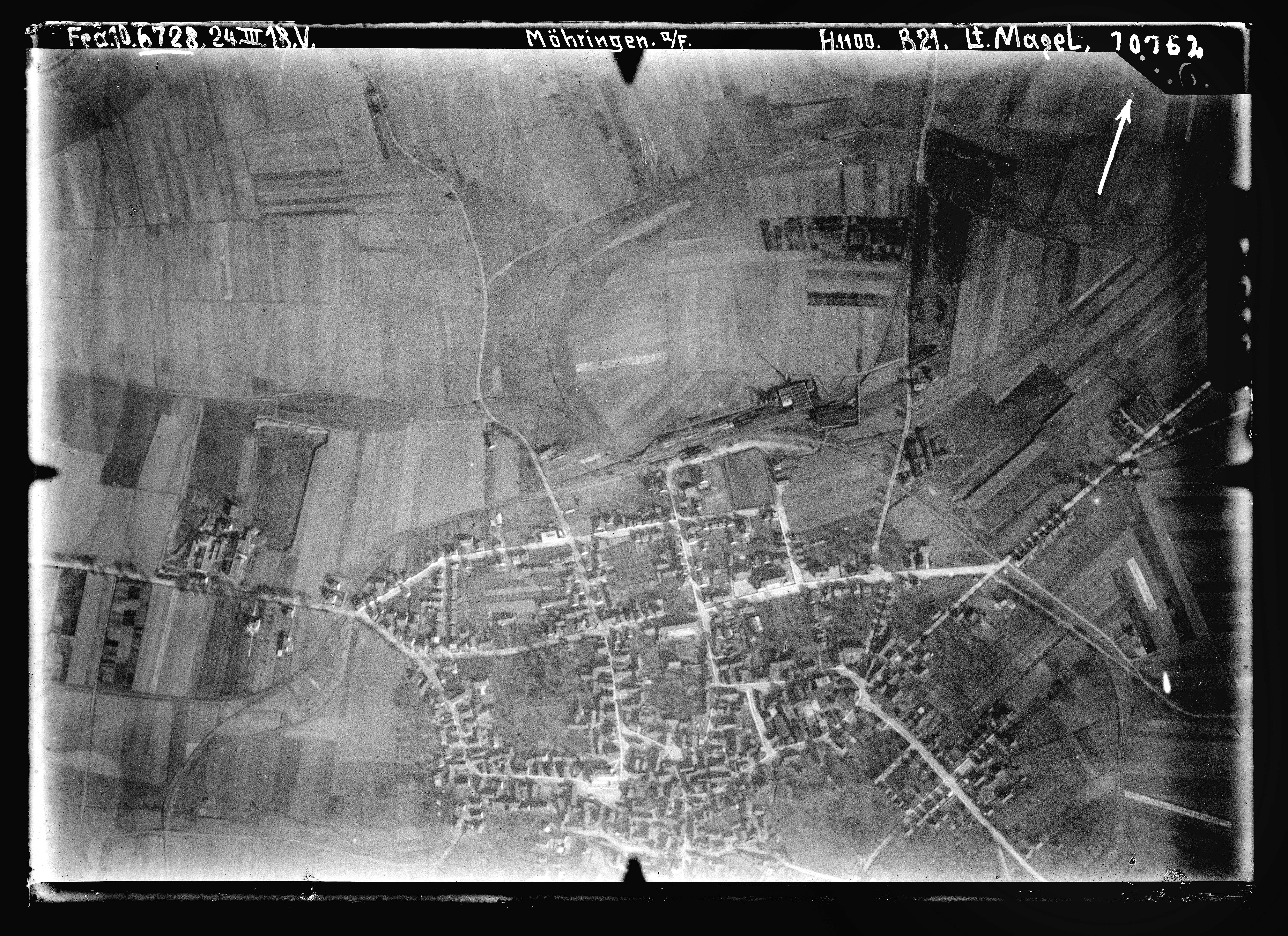
Luftbild von Möhringen, März 1918

Möhringen (früher auch Möhringen auf den Fildern) ist ein äußerer Stadtbezirk im Süden von Stuttgart. Es grenzt an die Stuttgarter Stadtbezirke Vaihingen, Stuttgart-Süd, Degerloch und Plieningen sowie an die Stadt Leinfelden-Echterdingen (Landkreis Esslingen).

## Geografie

### Lage

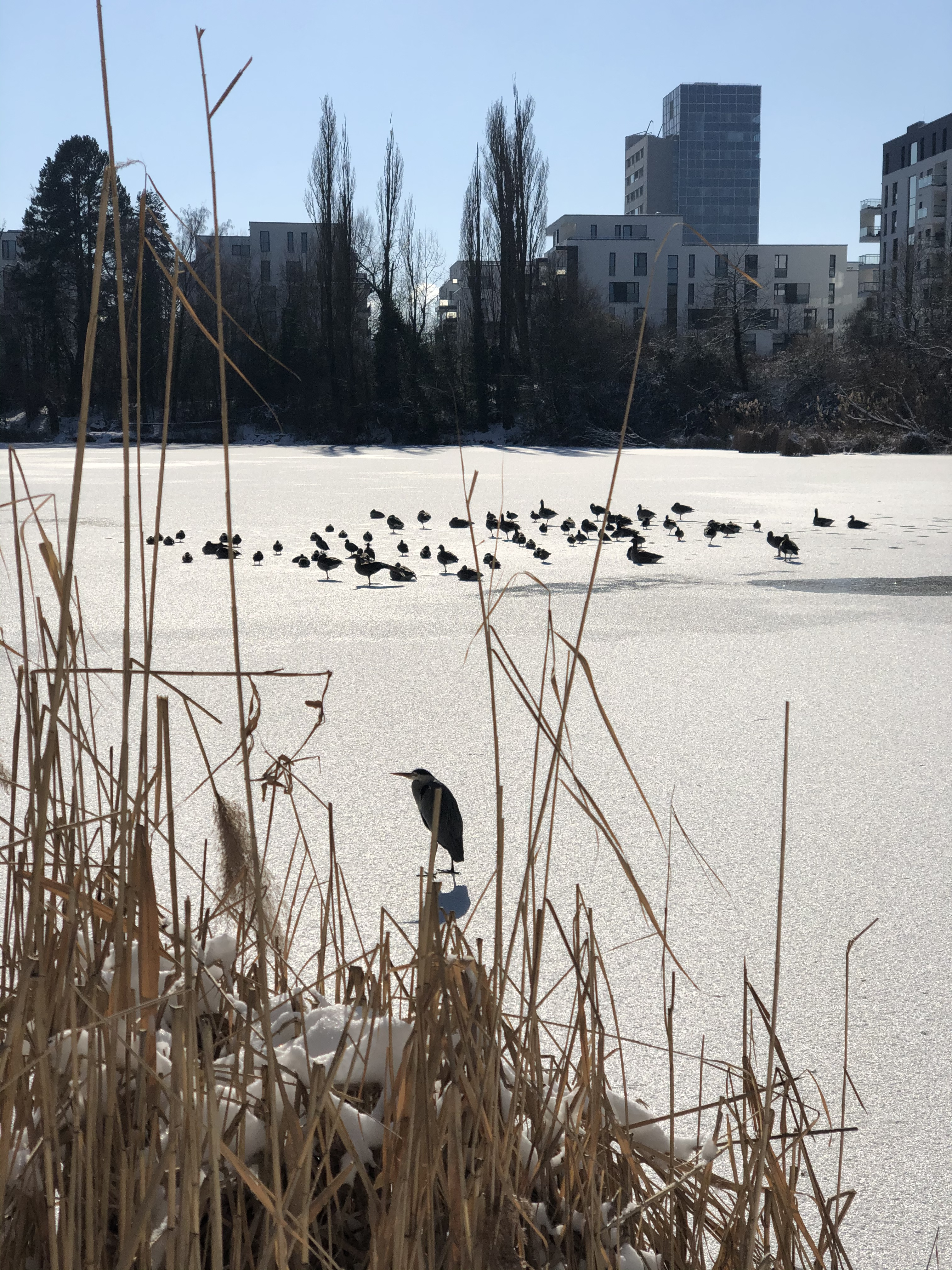
Probstsee im Winter

Möhringen liegt auf der Filderebene südlich des Stuttgarter Talkessels. Im Süden durchfließt die Körsch den Stadtbezirk hin zum angrenzenden Naturschutzgebiet Weidach- und Zettachwald. Im Norden des Kernortes liegt der Riedsee, im Westen der Probstsee. Die umliegenden Felder und Streuobstwiesen verleihen dem Bezirk eine ländliche Atmosphäre.

### Stadtteile
Bei der Neugliederung der Stuttgarter Stadtteile zum 1. Januar 2001 wurde der Bezirk Möhringen in die Stadtteile Möhringen-Mitte, Möhringen-Nord, Möhringen-Ost, Möhringen-Süd, Sternhäule und Wallgraben-Ost und der Stadtteil Fasanenhof in die Stadtteile Fasanenhof und Fasanenhof-Ost aufgeteilt. Mit dem bereits vorher bestehenden Stadtteil Sonnenberg verwaltet das Bezirksrathaus in Möhringen seither insgesamt neun Stadtteile.

## Geschichte
In frühen Urkunden, zwischen 1100 und 1300, wird der Name Moringen erstmals verwendet, ein Hinweis auf alemannische Besiedlung. Ortsnamen auf -ingen sind fränkische Entsprechungen der gallischen personenbezogenen, besitzanzeigenden Ortsendung -iacon. Die Personen, auf die sie sich beziehen, waren in der Regel wohlhabende, lokal einflussreiche Persönlichkeiten. Möringen kann z. B. aus „Gut des Pferdebesitzers“ (siehe germ. *marha-) oder „Gut des Großen“ (siehe germ. *meiur) entstanden sein.
Beim Ortsadel, den Herren von Möhringen, handelte es sich ursprünglich um Ministerialen der Grafen von Calw, später der Welfen. Ihre Burg Möhringen wurde wahrscheinlich im Rahmen der Tübinger Fehde von den Pfalzgrafen von Tübingen zerstört. Angehörige des Ortsadels sind bis ins 15. Jahrhundert im Ort nachgewiesen, lebten aber in einfachen Verhältnissen. Zunächst weiteten die Pfalzgrafen von Tübingen ihren Besitz vor Ort aus, ab 1295 trat dann vor allem das Katharinenhospital Esslingen als Ortsherrschaft auf. Auch die Burggrafen von Kaltental – mutmaßlich ein Seitenzweig der Herren von Möhringen – hatten bis ins 14. Jahrhundert Besitz im Ort.
1803 kam der sich nach wie vor im Besitz des Esslinger Hospitals befindliche Ort in Folge der Mediatisierung der Reichsstadt Esslingen nach Württemberg. Im 1806 gegründeten Königreich Württemberg gehörte die Gemeinde in der Folge zunächst noch zum Oberamt Esslingen, dann ab 1807 zum Oberamt Stuttgart und vor dem Zweiten Weltkrieg ab 1938 vorübergehend zum Kreis Böblingen, bis am 1. April 1942 die Eingemeindung nach Stuttgart erfolgte. Seither ist Möhringen ein Stadtteil von Stuttgart.
Bei der Einteilung der Stadt Stuttgart in Stadtbezirke im Jahre 1956 wurde der Stadtteil Möhringen mit den Stadtteilen Fasanenhof und Sonnenberg zum Stadtbezirk Möhringen vereinigt.

### Fasanenhof
Der Fasanenhof wurde 1730 als Fasanerie von Herzog Eberhard Ludwig von Württemberg auf der Gemarkung Kleinaichen in Echterdingen angelegt und vom Nachfolger Karl Alexander erweitert.
Herzog Carl Eugen und seine Gemahlin Franziska von Hohenheim erweiterten die Anlage beträchtlich: Im Jahr 1783 ließen sie ein Lustschloss mit Gartenanlagen bauen. Das Schloss, im Mansardenstil erbaut, war ein einfaches zweigeschossiges Wohnhaus. Die gesamte Anlage erhielt den Namen Fasanenhof.
Die Gemahlin seines Bruders Friedrich Eugen (der Stammvater des württembergischen Königshauses) legte den Park neu an. Es entstand ein länglicher See mit zwei künstlichen Inseln. Auf einer der Inseln stand eine Moschee und auf der anderen ein Tempel zu Ehren der Blumengöttin Flora. Nach dieser bekam die Anlage den Namen Floride.
Im Jahre 1799 wurde der Hof an den Kanzleiadvokaten Karl Ludwig verkauft. Nach dessen Tod im Jahr 1805 kaufte der Förster Johann Friedrich Hammer das Areal. Die Parkanlagen verwilderten und der Hof erhielt eine landwirtschaftliche Bestimmung. Die Waldung um das Schloss wurde fast komplett abgeholzt und für den Feldbau erschlossen. Der Boden war nicht so fruchtbar wie auf anderen Feldern der Filderebene, aber es waren ergiebige Wiesen und so konnten die Besitzer sich einen ansehnlichen Viehbestand halten. Die damalige Käserei war für ihren Münsterkäse bekannt. Die Hofdomänenkammer als Privatvermögensverwaltung der königlichen Familie kaufte den Fasanenhof 1854 von den Bauern Georg Murthum und Christoph Treiber und verpachtete ihn. Durch Zukäufe wurde das Gut auf 88,5 Hektar erweitert. Am 7. Oktober 1941 verkaufte die Hofkammer das Hofgut an die Stadt Stuttgart zu Siedlungszwecken.
Folgende Pächter bewirtschafteten den Hof:
- Christoph Treiber, Echterdingen (1854–1855)
- Michael Hahn, Köngen (1855–1858)
- Friedrich Reihlen & Söhne, Zuckerfabrik Stuttgart (1858–1873)
- Friedrich Adolph Reihlen (1873–1877)
- Zuckerfabrik Stuttgart (1877–1933)
- Gustav Ergenzinger, Kornwestheim, und dessen Schwiegersohn Karl Bodenhöfer (1933–1940)

1942 wurde der Wohnplatz Fasanenhof von der Gemeinde Echterdingen abgetrennt und in die Stadt Stuttgart eingegliedert.

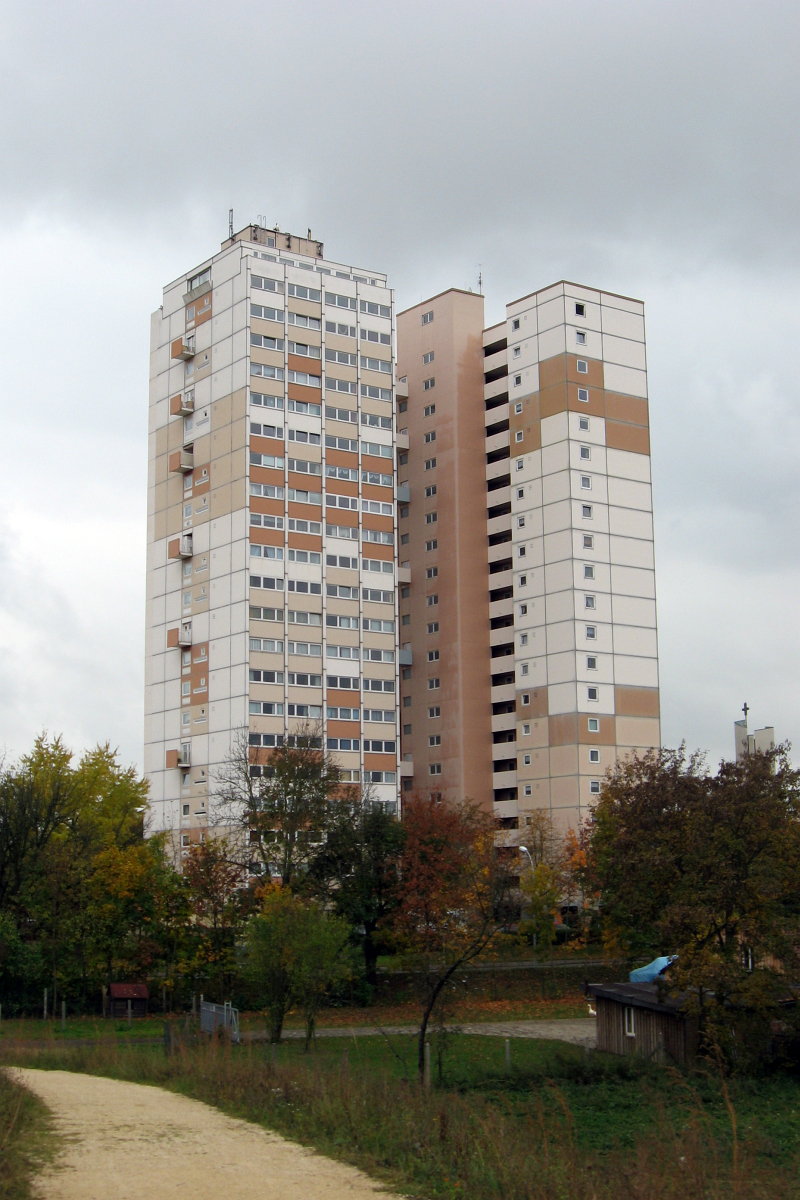
Hochhaus Fasan 2

Im Jahre 1959 entstand im Stadtplanungsamt der Bebauungsplan für eine Großsiedlung mit 10.000 Einwohnern. Mit dem Fasanenhof sollte ein reines Wohngebiet entstehen, das in der Planung drei zwanzigstöckige Wohnhochhäuser und zwei Gruppen von je zwei achtstöckigen scheibenförmigen Wohngebäuden umfassen sollte. Infrastrukturell wurden eine Grund- und Hauptschule, drei Kindergärten/-tagesstätten, drei Kirchen mit Gemeindezentren, eine Seniorenwohnanlage, eine Modellwohnanlage für Körperbehinderte, ein Jugendhaus, ein Hauptzentrum mit Geschäften, zwei Nebenzentren, ein großes Angebot an Spiel- und Freizeitflächen, ein Vereinshaus mit Gaststätte und Sportanlagen geplant.
Anfang 1960 waren die ersten Wohnungen auf dem Fasanenhof bezugsfertig. Die Hauptbauphase war 1968 abgeschlossen. Heute ist der Fasanenhof geprägt von vielen Grünflächen. Es gibt nur wenig Durchgangsverkehr und die Gehsteige sind kinderwagen- und behindertengerecht abgesenkt. Mit öffentlichen Verkehrsmitteln ist die Stuttgarter Innenstadt in einer halben Stunde zu erreichen. Einkaufsmöglichkeiten sind ausreichend vorhanden und auch gut zu Fuß erreichbar. Das Bezirksrathaus und Bürgerbüro in Möhringen bietet nahezu alle Dienstleistungen der Stadtverwaltung und ist leicht zu erreichen. Zwei Kindergärten, eine Kindertagesstätte und die erste Ganztagesschule Stuttgarts bieten Betreuungsmöglichkeiten für Kinder. Dieses Angebot wird durch das Kinder- und Jugendhaus und die Kinder- und Jugendarbeit der ev. und kath. Kirchengemeinden abgerundet. Betreutes Wohnen ist schon seit Jahren auf dem Fasanenhof möglich; seit 2006 stehen weitere Wohnungen sowie ein Pflegeheim zur Verfügung.
Bei der Neuordnung des Versorgungszentrums Europaplatz wurde der alte Europaplatz 2011 abgerissen und wird durch mehrere Gebäudekomplexe bestehend aus Laden- und Dienstleistungszentrum, Gastronomie, Kindertagesstätte und Wohnungen ersetzt.

### Sonnenberg

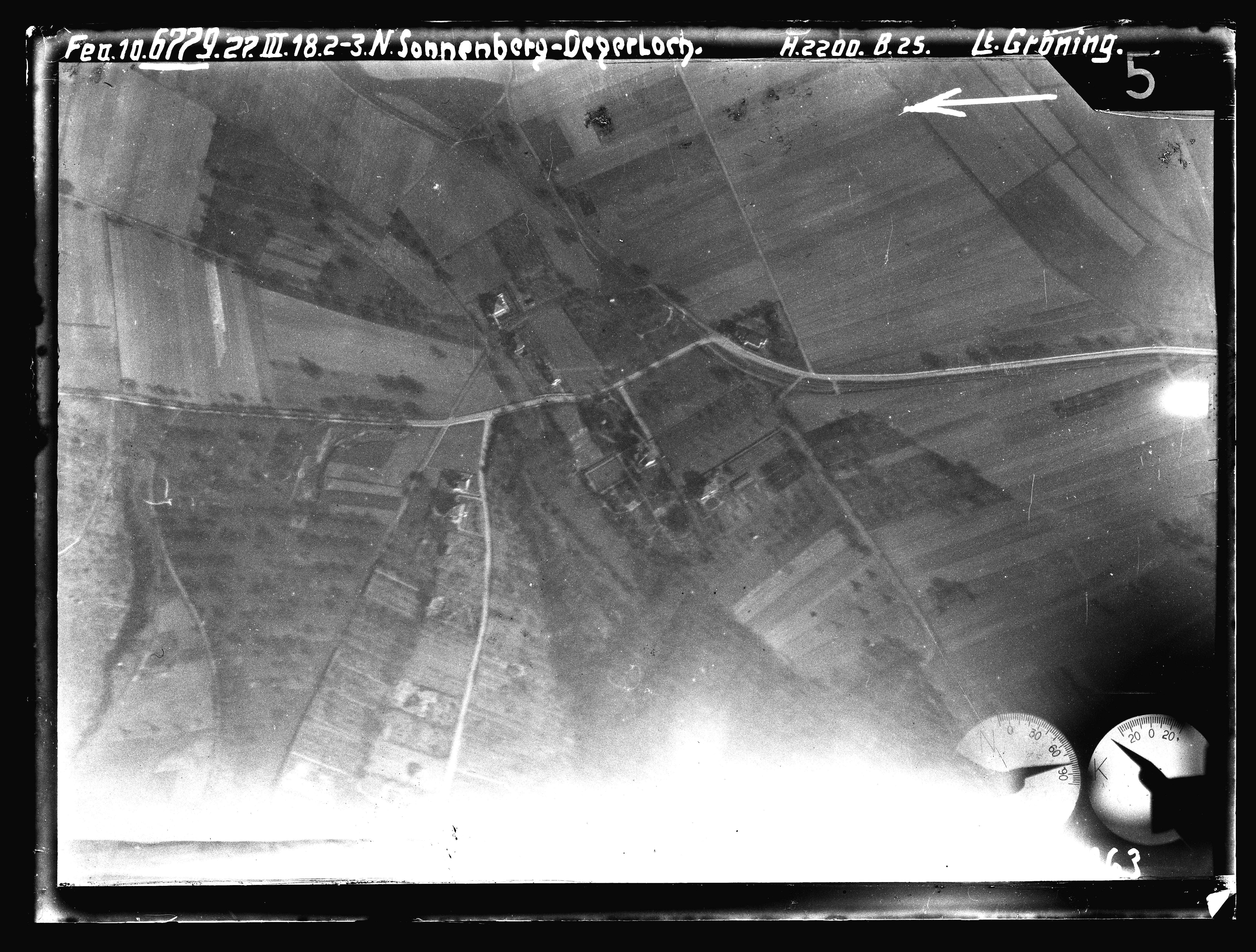
Luftbild von Sonnenberg, März 1918

Der Sonnenberg wurde über Jahrhunderte als Weinberg genutzt. Eine Rebkrankheit führte im späten 19. Jahrhundert zur Aufgabe des Weinbaus. Danach legte die Möhringer Brauerei Widmaier Hopfengärten auf dem Sonnenberg an. Ab 1890 gab es auch vereinzelte Obstgärten auf dem Sonnenberg, in denen vor allem Spalierobst angebaut wurde. In den Jahren 1897 und 1900 entstanden die ersten zwei Sommer- und Wochenendhäuschen auf dem Sonnenberg. 1903 wurden die ersten Wohnhäuser, villenartige Gebäude inmitten großer Grundstücke, und der heutige Gasthof Sonnenberg errichtet. Die Gaststätte in Aussichtslage machte den Sonnenberg zu einem beliebten Ausflugsziel.
Noch im Jahr 1903 wurde der Sonnenberg-Verein gegründet, welcher sich die Erschließung des Sonnenberg-Gebiets zur Aufgabe machte. Wenig später wurde eine Bedarfshaltestelle der Filderbahn-Gesellschaft eingerichtet, wodurch das Naherholungsziel besser erreicht werden konnte. 1910 hatte die Landhaus-Kolonie Sonnenberg, wie sie damals hieß, 27 Einwohner. Im folgenden Jahrzehnt wuchs sie nur langsam und dehnte sich in Richtung Bahnstation aus. Zu Beginn des Ersten Weltkriegs wohnten ein Dutzend Familien auf dem Sonnenberg. Seit 1906 gab es eine Wasserleitung und seit 1925 Gasanschluss. Örtliche Infrastruktur begann sich mit dem ersten Laden 1927 und der ersten Bäckerei 1931 zu entwickeln.
Die Gemeinde Möhringen erstellte 1930 einen Ortsbauplan, woraufhin zwischen 1934 und 1936 über 200 Wohnhäuser erbaut wurden. Der Sonnenberg-Verein hat sich 1934 mit Erfolg für eine lose Bebauung mit großen Gartenflächen eingesetzt, so dass der Sonnenberg eine Ausprägung als Gartenstadt erhielt. Weitere Ausbauphasen schlossen sich an. 1936 hatte die Siedlung rund 1000 Einwohner, 1939 waren es bereits 2500 Einwohner. 1942 wurde Sonnenberg mit Möhringen nach Stuttgart eingemeindet.
Im Frühjahr und Sommer 1946 musste fast der ganze Sonnenberg für Wohnzwecke der amerikanischen Besatzungsmacht geräumt werden, so dass Sonnenberg zu einer amerikanisch geprägten Siedlung wurde. Es dauerte neun Jahre, bis die Amerikaner 1955 größtenteils in den Burgholzhof auswichen und die meisten Sonnenberger in ihre Häuser zurückkehren konnten. Erst 1957 wurde das letzte Haus auf dem Sonnenberg wieder freigegeben.
In der jüngeren Vergangenheit wird die einst lockere Bebauung sukzessive verdichtet.
In der Sonnenberger Ortsmitte befindet sich das denkmalgeschützte evangelische Gemeindezentrum (erbaut 1965 von Ernst Gisel).

## Wirtschaft und Infrastruktur

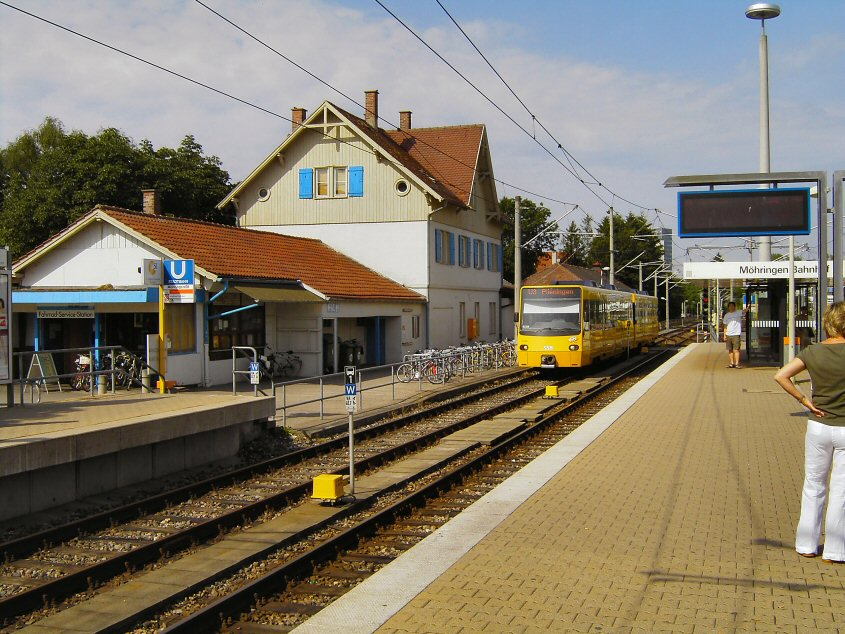
Möhringer Bahnhof, angelehnt an den Württembergischen Einheitsbahnhof, Typ IIIa

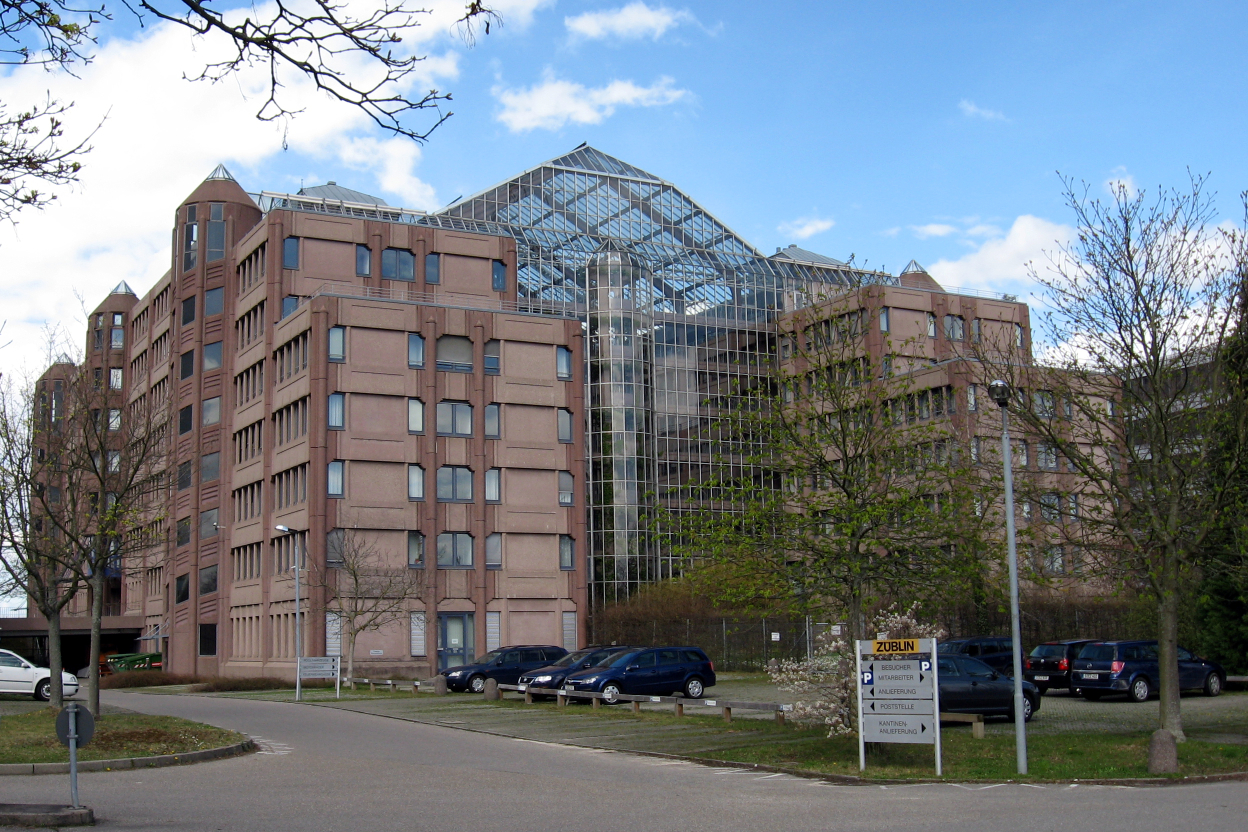
Zentrale der Ed. Züblin AG

### Verkehr

#### Fernstraßen
Durch Möhringen verläuft die vierspurige B 27 von Stuttgart nach Tübingen, im Süden tangiert die A 8 von Karlsruhe nach München den Stadtbezirk.

#### Bahn- und Busverkehr
Der öffentliche Personennahverkehr wird durch die Stadtbahnlinien U3 (Plieningen–Vaihingen), U5 (Killesberg–Hauptbahnhof–Leinfelden), U6 (Gerlingen–Hauptbahnhof–Flughafen/Messe), U8 (Ostfildern–Vaihingen) und U12 (Remseck–Hallschlag–Hauptbahnhof–Dürrlewang) sowie durch die Buslinien 72 (Möhringen Bahnhof–Fasanenhof) und 77 (Degerloch–Harthausen) sichergestellt.

#### Radverkehr
Eine Route aus dem Radnetz Baden-Württemberg verbindet Möhringen über den Vaihinger Höhenrand und Stuttgart-Süd mit dem Stadtzentrum und in der anderen Richtung mit Leinfelden-Echterdingen.
Durch Sonnenberg verläuft die Hauptradroute (HRR) 10 der Stadt Stuttgart. Sie führt von Sindelfingen her kommend über Vaihingen nach Sonnenberg und weiter über Degerloch und Sillenbuch Richtung Ostfildern.
Die HRR 10.1. Sonnenberg – Möhringen – Leinfelden-Echterdingen und 10.2. Vaihingen – Möhringen sind noch nicht durchgängig beschildert. Zudem ist als Hauptradroute zweiter Ordnung eine Verbindung nach Plieningen vorgesehen (HRR 51), die aber zum Teil auf einem Waldweg verläuft.
Für die Zukunft ist eine Radschnellverbindung vom Stadtzentrum über Degerloch nach Möhringen vorgesehen.
Zudem besteht für den Freizeitverkehr die Rundstrecke Radel-Thon. Sie führt von der Rohrer Höhe zum Fasanenhof und weiter nach Plieningen (Steckfeld).

### Ansässige Unternehmen
- Das SI-Erlebnis-Centrum besteht aus zwei Musicaltheatern, zwei Hotels (Dormero Hotel Stuttgart und SI-Suites), der Spielbank Stuttgart, einer Spielhalle, 19 verschiedenen Themenrestaurants, sechs Kinos, Geschäften und einer großen Wellness- und Saunalandschaft SchwabenQuellen.
- Im Bereich Sternhäule, am östlichen Rand Möhringens, liegen der ehemalige Konzernsitz der Daimler AG (bis März 2006), das Pressehaus Stuttgart und der US-amerikanische Militärstützpunkt Kelley Barracks. Im Pressehaus entstehen die Stuttgarter Zeitung, die Stuttgarter Nachrichten, das Stuttgarter Wochenblatt und das Hörfunkprogramm Antenne 1.
- Am Ortsausgang Richtung Degerloch befindet sich die Hansa Metallwerke AG, Armaturenhersteller für Bad und Küche.
- Auf dem ehemaligen Hansa-Areal hat die AEB SE seit 2017 ihren Hauptsitz.[11] Der Softwareanbieter für Logistik und Zoll beschäftigt mehr als 650 Mitarbeitende weltweit.[12]
- Der Hauptsitz eines der größten deutschen Bauunternehmen, der Ed. Züblin AG, befindet sich im Züblin-Haus am Ortsausgang in Richtung Vaihingen. Unweit davon im Atlanta Business Center haben EvoBus, der größte Omnibushersteller der Welt, und die Häussler-Gruppe ihren Hauptsitz.
- Das Industriegebiet Vaihingen/Möhringen am Wallgraben ist mit einer Fläche von 1,37 Quadratkilometern das größte Gewerbegebiet in Stuttgart. Etwa 700 Unternehmen mit insgesamt rund 20.000 Mitarbeitern sind hier ansässig. In der Möhringer Hälfte haben u. a. der Prüfkonzern Dekra, der Deutsche Sparkassenverlag, Lapp Kabel, Bauknecht Hausgeräte und die Gasversorgung Süddeutschland ihren Hauptsitz. Die größte Fläche nimmt das SSB-Zentrum ein, das die Verwaltung, einen Stadtbahnbetriebshof, einen Omnibusbetriebshof und die Hauptwerkstatt der Stuttgarter Straßenbahnen umfasst.
- Der Energieversorger EnBW hat Anfang 2009 im Gewerbegebiet Fasanenhof Ost eine neue Niederlassung eröffnet. Unweit davon im Businesspark Stuttgart am Zettachring sind zahlreiche Unternehmen der IT- und Telekommunikationsbranche vertreten. Zwei dortige Rechenzentren beherbergen auch den Internetknoten Stuttgarter Internet eXchange (S-IX).

### Sport
Neben schulischen Sporteinrichtungen existieren u. a.:
- Freibad Möhringen
- Hallenbad Sonnenberg
- Fußball-/Tennis-/Basketballplätze

## Kultur und Sehenswürdigkeiten

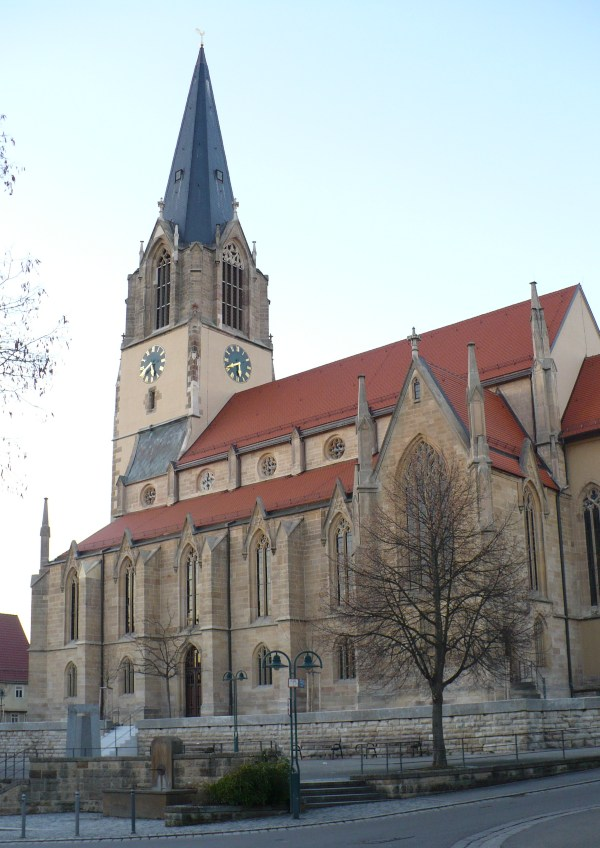
Martinskirche

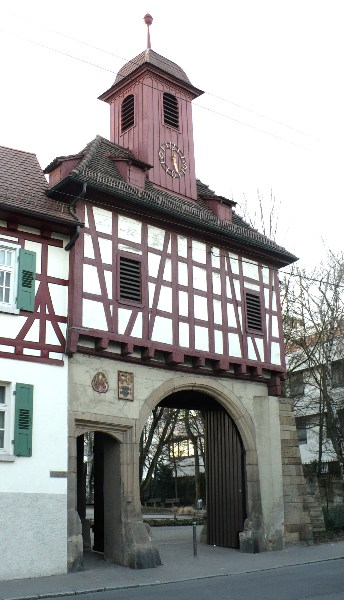
Tor zum Spitalhof

### Museen und Archive
- Heimatmuseum im Spitalhof Möhringen
- Das Landeskirchliche Archiv verwahrt die Bestände der Evangelischen Landeskirche in Württemberg sowie weitere Werke und Sammlungen.[13]

### Bauwerke
- Evangelische Martinskirche: Als „Filderdom“ wird er oft bezeichnet, der mächtige von Christian Friedrich Leins 1852 bis 1855 erbaute neugotische Kirchenbau mit seinem 63 Meter hohen Turm, der im Kirchenschiff mit zwei Emporen 1700 Sitzplätze hatte. 1948 begann der Wiederaufbau nach der Kriegszerstörung in einfacher und schlichterer Ausführung[14] nach Plänen von Hans Seytter. 1949 wurde der Sakralbau eingeweiht. Die erste Glocke nach dem Wiederaufbau, die Kreuzglocke, wurde 1948 von nach Amerika ausgewanderten Möhringern gestiftet. 1952 kamen drei weitere Glocken dazu.
- Der Spitalhof Möhringen wurde 1961 nach historischem Vorbild von 1469 wiederaufgebaut.
- Das Hochhaus Fasan 1 mit seinen 22 Stockwerken wurde von 1962 bis 1964 im Stadtteil Fasanenhof gebaut. Es umfasst 202 Wohneinheiten, die in einem rund 100 Meter langen und etwa 60 Meter hohen Block untergebracht sind. In einem angegliederten Parkhaus stehen über 200 Stellplätze für Personenwagen zur Verfügung.
- Fasan 2 ist ein markantes Wohnhochhaus im Fasanenhof. Es zeichnet sich durch seine interessante Bauweise aus, denn es besteht aus zwei Wohnhochhäusern mit je 22 Stockwerken, welche in mehreren Ebenen durch begehbare Brücken miteinander verbunden sind. Fasan 2 wurde zwischen 1964 und 1965 errichtet und ist 64 Meter hoch.
- Das Salute-Hochhaus ist ein zwischen 1961 und 1962 errichtetes, 70 Meter hohes Wohnhochhaus mit 20 Stockwerken, das sich ebenfalls im Stadtteil Fasanenhof befindet. Es verfügt über 145 Wohnungen und wurde 1967 mit dem Paul-Bonatz-Preis ausgezeichnet.
- Der Steinbrunnen befindet sich an der Ecke Dinghof-/Steinbrunnenstraße. Er verfügt über eine würfelförmige Einhausung aus Travertinmauerwerk und eine Wasserrinne. Der Brunnen fand in der Oberamtsbeschreibung von 1851 wie folgt Erwähnung: „Östlich von Möhringen am so genannten Märzenbaum ist der reichhaltige, nie versiegende Steinbrunnen, dessen Wasser einen willkommenen Zufluss für die Obere Körschmühle liefert.“ Unterhalten vom Tiefbauamt ist er jährlich von Mitte Mai bis Mitte September in Betrieb.[15]

### Feste/Veranstaltungen
Der Christkindlesmarkt findet am Samstag vor dem 1. Advent auf dem Oberdorfplatz statt. Dabei handelt es sich um den ältesten und rein karitativen Weihnachtsmarkt im Raum Stuttgart.

## Politik

### Bezirksbeirat
- CDU: 5
- Grüne: 4
- SPD: 2
- AfD: 1
- FW: 1
- FDP: 1
- Linke: 1
- SÖS: 1

Dem Bezirksbeirat Möhringen gehören auf Grund der Einwohnerzahl des Stadtbezirks 16 ordentliche und ebenso viele stellvertretende Mitglieder an. Die Ergebnisse der Gemeinderatswahlen in den Stadtbezirken sind maßgebend für die Anzahl der Sitze der Parteien in den Bezirksbeiräten. Die letzte Kommunalwahl 2024 ergab die in der nebenstehenden Grafik abgebildeten Stimmenanteile und die nebenstehende Sitzverteilung.

### Wappen
Das neue Wappen für den Stadtbezirk wurde im November 2023 vorgestellt. Das Stadtteilwappen, das zuvor auch für den Bezirk verwendet worden war, wurde als rassistisch empfunden, da es einen sogenannten Mohren abbildete (siehe Kritik am Wappen).
| Wappen von Stuttgart-Möhringen | Blasonierung: „Drei Balken in rot, gelb und grün; 1. gelbe Sonne in Strahlenform, 2. Fachwerkhaus, im unteren Teil rote Backsteine und ein Torbogen, im oberen Teil weiße Fassade mit roten Diagonalen und zwei schwarzen Rechtecken, darüber ein rotes Dach mit Turm, 3. Fasan mit gelbem Gefieder, weißem Halsband und roter Rose ums Auge.“ |
| Wappen von Stuttgart-Möhringen | Wappenbegründung: Die drei Balken repräsentieren die Stadtteile Sonnenberg, Möhringen und Fasanenhof. Die Elemente sind platziert in geographischer Anordnung der Stadtteile von Nord nach Süd. Die halbe Sonne auf rotem Grund repräsentiert Sonnenberg. Die gelbe Banderole repräsentiert Möhringen mit dem Möhringer Spitalhof. Das Gelb orientiert sich an der Farbe des Stuttgarter Wappens. Das untere Drittel repräsentiert den Stadtteil Fasanenhof, in Form eines gelb-roten Fasans auf grünem Grund. |

| Wappen von Möhringen | Blasonierung: „Von Gold und Silber geviert; 1. eine aus der Teilung wachsende, in einem Kreuz endende schwarze Tragestange überdeckt von einer dreilatzigen roten Fahne mit roten Fransen, 2. ein schwarzer Mohrenkopf mit roten Lippen, 3. fünf (2:1:2) schwarze Scheiben, 4. ein rechts ausgebrochenes sechsspeichiges rotes Rad, außen mit sechs roten Messern besteckt.“ |
| Wappen von Möhringen | Wappenbegründung: Das Wappen ist nach einem Wappen an einer Steinmauer am Katharinenhospital Esslingen, zu dem der Ort gehörte, nachgebildet. Es erscheint erstmals im frühen 20. Jahrhundert auf den Siegeln des Ortes, mit der heiligen Katharina als Schildhalterin. Die heilige Katharina ist die Schutzpatronin des Hospitals. Das erste Viertel des Wappens dürfte dem Wappen der Pfalzgrafen von Tübingen entnommen sein, da die Dörfer Möhringen und Vaihingen in ihrem Besitz waren. Sie verkauften die Dörfer im 13. Jahrhundert an das Katharinenkloster. Der Kopf im zweiten Viertel wird als redendes Element hinzugefügt, es deutet auf den Ortsnamen (Möhrin(gen)) hin, dieser wird, laut Stadtmuseum, auf den Sippenführer Mero (5. Jhd.) zurückgeführt. Die schwarzen Scheiben im dritten Viertel stehen für die Kugeln der Mönchskutten. Sie erscheinen in vielen Wappen des Hospitals. Das vierte Viertel zeigt ein zerbrochenes Rad, eines der Symbole der heiligen Katharina. Das Wappen wurde erstmals 1904 mit den Scheiben im dritten Feld schwarz auf silbernem Feld verwendet. 1933 wurden die Farben in die oben genannte Ausführung geändert. Gleichzeitig wurde der Schildhalter leicht verändert. 2023 wurde das Wappen auf Bezirksebene durch einen Neuentwurf abgelöst. Für den Stadtteil wird das bisherige Wappen weiter genutzt. |

#### Kritik am Wappen
Im Juni 2020 wurde auf dem Petitionsportal change.org eine Petition gestartet, durch die in Anbetracht des laufenden Diskurses über systematische Verharmlosung rassistischen Gedankenguts und dessen visueller Abbildung Kritik an der Darstellung eines schwarzen Kopfs mit großen Kreolen-Ohrringen und dicken, roten Lippen sowie der Bezeichnung „Mohr“ geäußert wurde. Bis Mitte Juli 2020 wurde die Petition von mehr als 10.000 Personen unterstützt.
Im September 2021 wurde ein Ideenwettbewerb seitens der Stadt Stuttgart initiiert. Demnach waren ortsansässige Künstler bis Ende November 2021 aufgerufen, Vorschläge für ein neues Wappen einzureichen. Dabei war zu beachten, dass das Exponat den Umriss eines Wappens haben sollte, die drei Stadtteile Möhringen, Fasanenhof und Sonnenberg repräsentiert werden sollen und es eine Aufhängung für eine Ausstellung im Bürgerhaus haben muss. Die Entwürfe wurden bei einer Ausstellung im Bürgerhaus am Filderbahnplatz präsentiert. Der Bezirksbeirat und die Möhringer Bürger stimmten über die Entwürfe ab.
Der Siegerentwurf des neuen Wappens für den Stadtbezirk wurde am 23. September 2022 durch die Stadtverwaltung Stuttgart publik gemacht. Der vorgestellte Entwurf selbst erfüllte allerdings nicht die heraldischen Anforderungen an ein Wappen und wurde dahingehend durch die Firma Pro Heraldica formal geprüft und überarbeitet. Das fertige Wappen wurde am 15. November 2023 vorgestellt und Mitte Dezember 2023 mit knapper Mehrheit durch den Bezirksbeirat angenommen.

## Vereine/Organisationen
- Die Ortsgruppe Möhringen des Schwäbischen Albvereins wurde im Jahr 2002 mit der Eichendorff-Plakette ausgezeichnet.[30]
- Liederkranz Möhringen e. V., im Jahr 1846 als Männerchor gegründet; 1927 Gründung eines Frauenchors bzw. Bildung des gemischten Chors; 1996 Formierung des jungen Chors, heute Local Vocals
- Musikverein 1990 e. V., Orchester mit 60 Musikern
- Die Katholische junge Gemeinde St. Hedwig – Möhringen hat als Teil der Katholischen jungen Gemeinde in der Diözese Rottenburg-Stuttgart beim Christopher Street Day Stuttgart teilgenommen und den ersten Platz als „beste Formation“ erhalten.[31]
- Der Jugendfarm, im Jahr 1972[32] von Jörg Zink und weiteren Familien gegründet, wurde im Dezember 1975 der Paul-Bonatz-Preis verliehen.[33]

## Ehrenbürger
- 1901: Otto Mögling, Arzt (1852–1910)
- 1907: Gustav Albert Kleinknecht, Schultheiß (1837–1909)
- 1907: Johannes Krämer, Oberlehrer (1834–1910)
- 1913: Karl Widmaier, Brauereibesitzer (1859–1938)